# Hrochoť
Hrochoť je obec na Slovensku, v okrese Banská Bystrica v Banskobystrickém kraji. V obci žije přibližně 1 400 obyvatel.

## Náboženství
První samostatný evangelický církevní sbor v Hrochoti vznikl v období Tökölyho povstání. Povolení mít vlastního faráře přišlo přímo od Tökölyho v roce 1682. Prvním farářem byl Juraj Satelitis. Uvádí se, že v Hrochoti stál gotický kostel, původně zasvěcený svatému Martinovi. V období protireformace, tedy v roce 1708 až do vydání tolerančního patentu, nemohli hrochotští evangelíci svobodně vyznávat svou víru. To se změnilo po roce 1781. O dva roky později starý dřevěný kostel vyhořel. Místní si postavili nejprve budovu školy, kde se konaly mše i služby Boží. Nový kostel byl postaven až v roce 1830 jako klasicistní stavba. K vysvěcení došlo v roce 1832. Za další tři roky postavili hrochoťskou evangelickou faru. Druhým potolerančním farářem byl Andrej Sládkovič, který zde působil devět let.

## Pamětihodnosti
- V katastrálním území obce leží přírodní památka Bátovský balvan.
- Na levé straně od kostela roste pamětní lípa malolistá. Tento strom, jehož stáří se odhaduje na 450 let, má obvod kmene 538 cm a výšku koruny 25 metrů.[5]

## Osobnosti

### Rodáci
- Izák Abrahamides (1557–1621), náboženský spisovatel, evangelický superintendent
- Oľga Mocková (1848–1918), národnokulturní pracovnice

### Působili zde
- Andrej Sládkovič (1820–1872), básník, evangelický kněz
- Ľudo Ondrejov (1901–1962), básník, prozaik, působil v Hrochoti jako pomocný notář

## Galerie

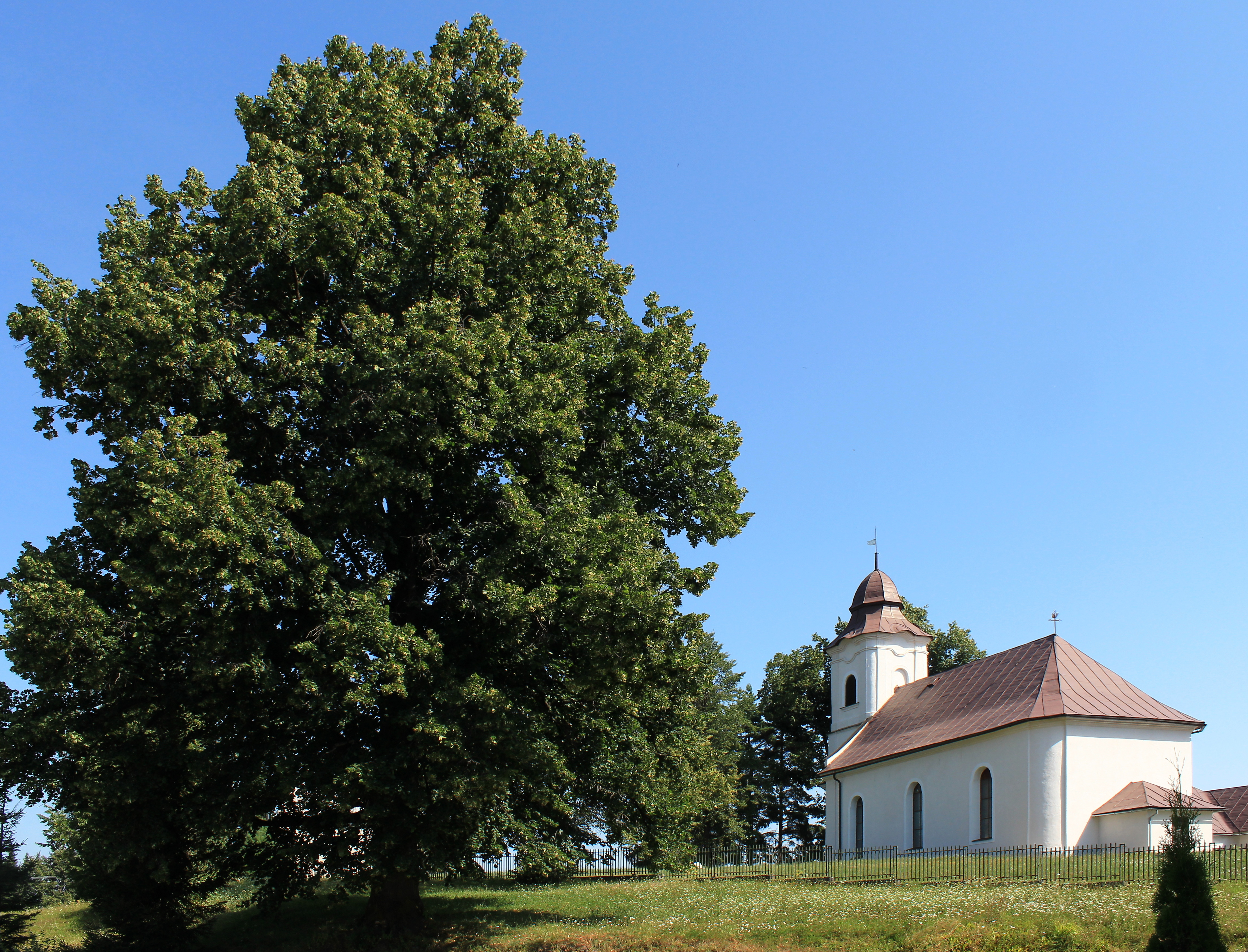
Evangelický kostel
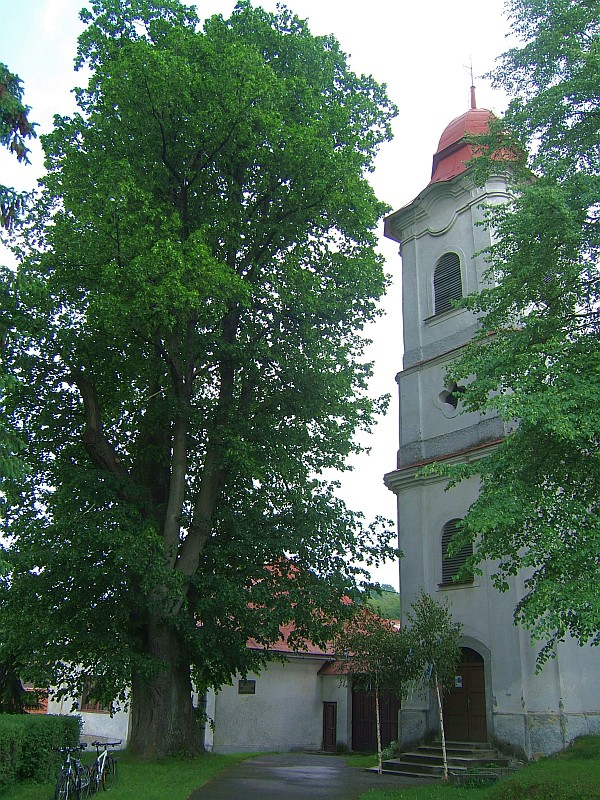
Sládkovičova lípa
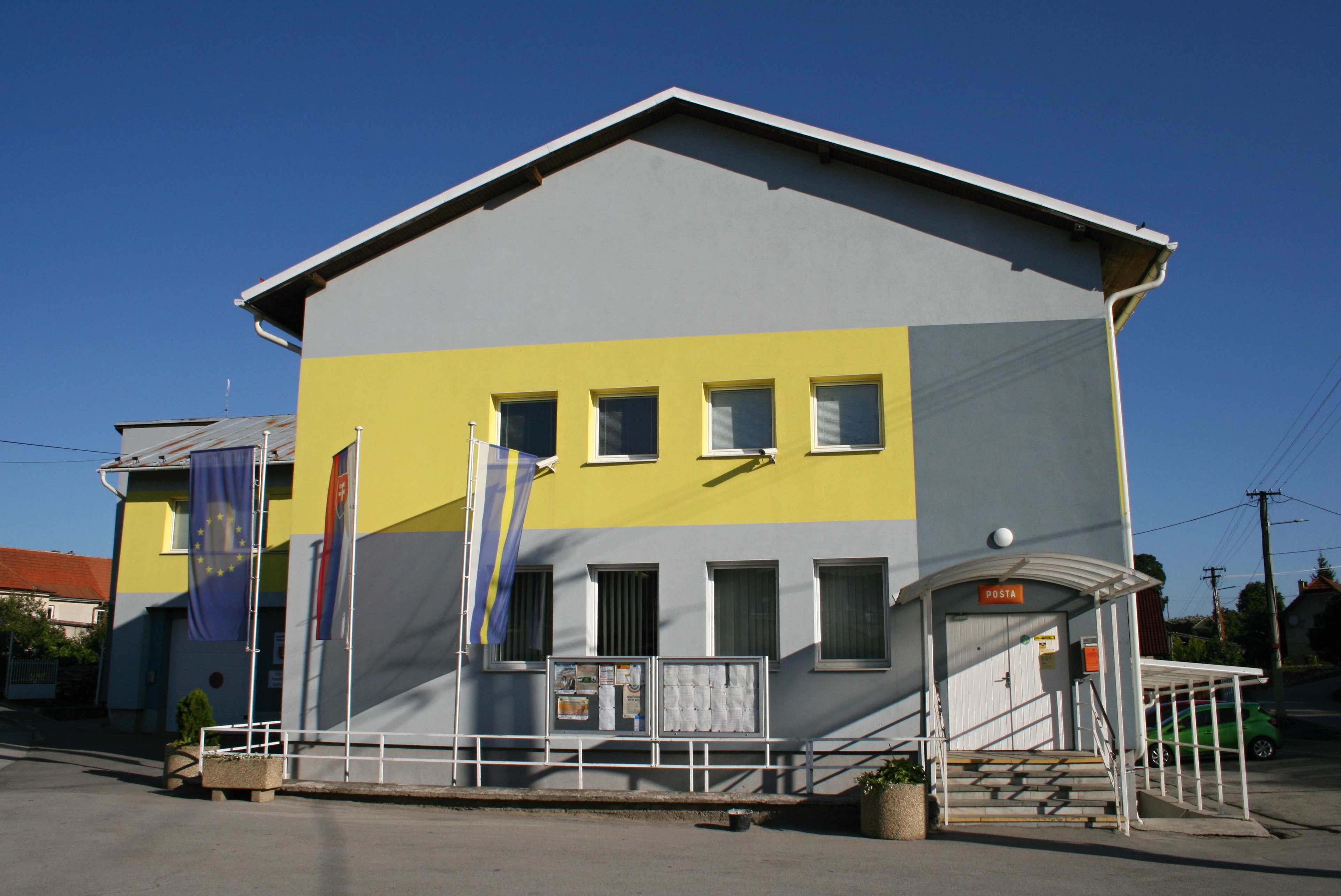
Obecní úřad
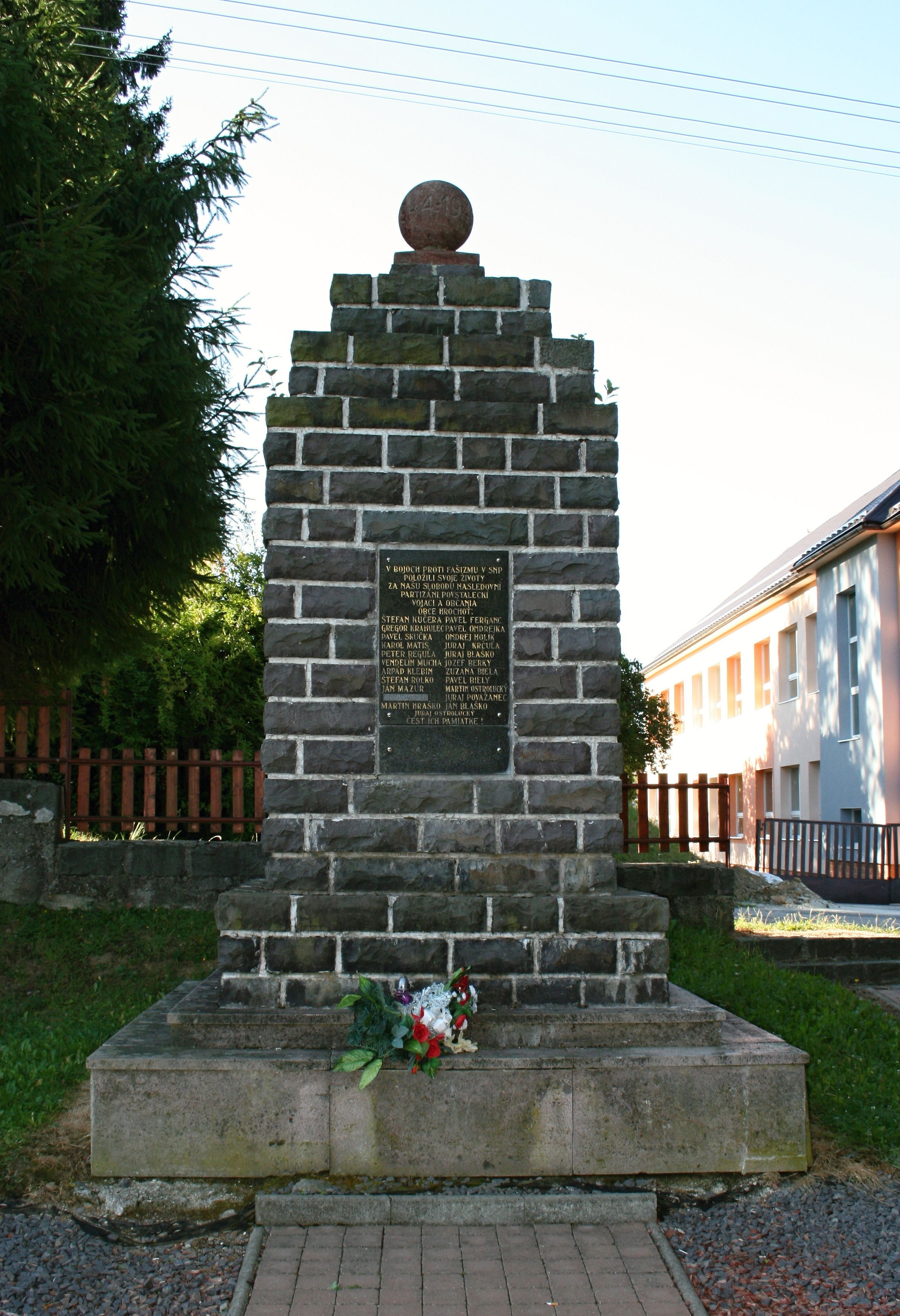
Památník padlým
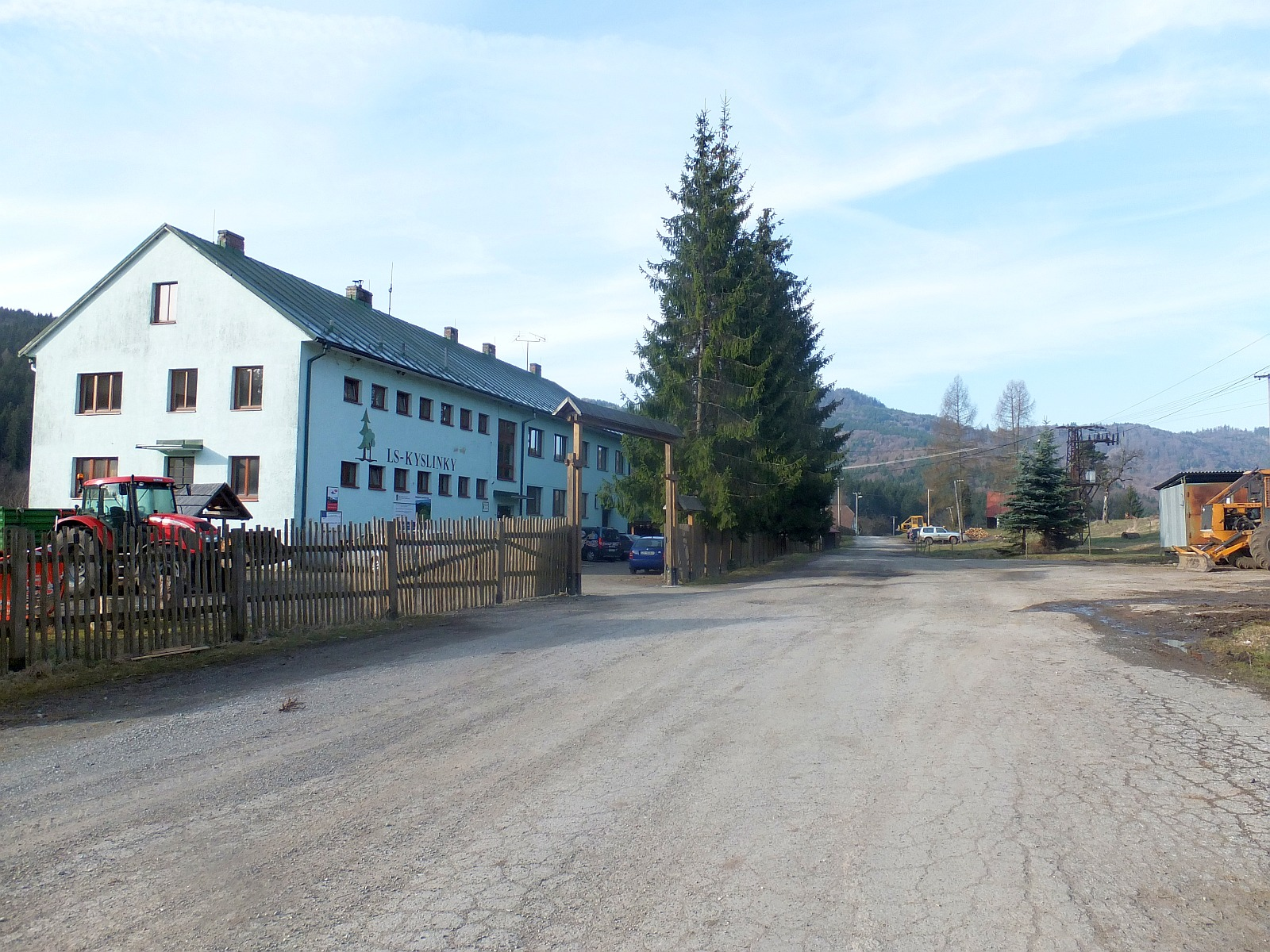
LS Kyslinky
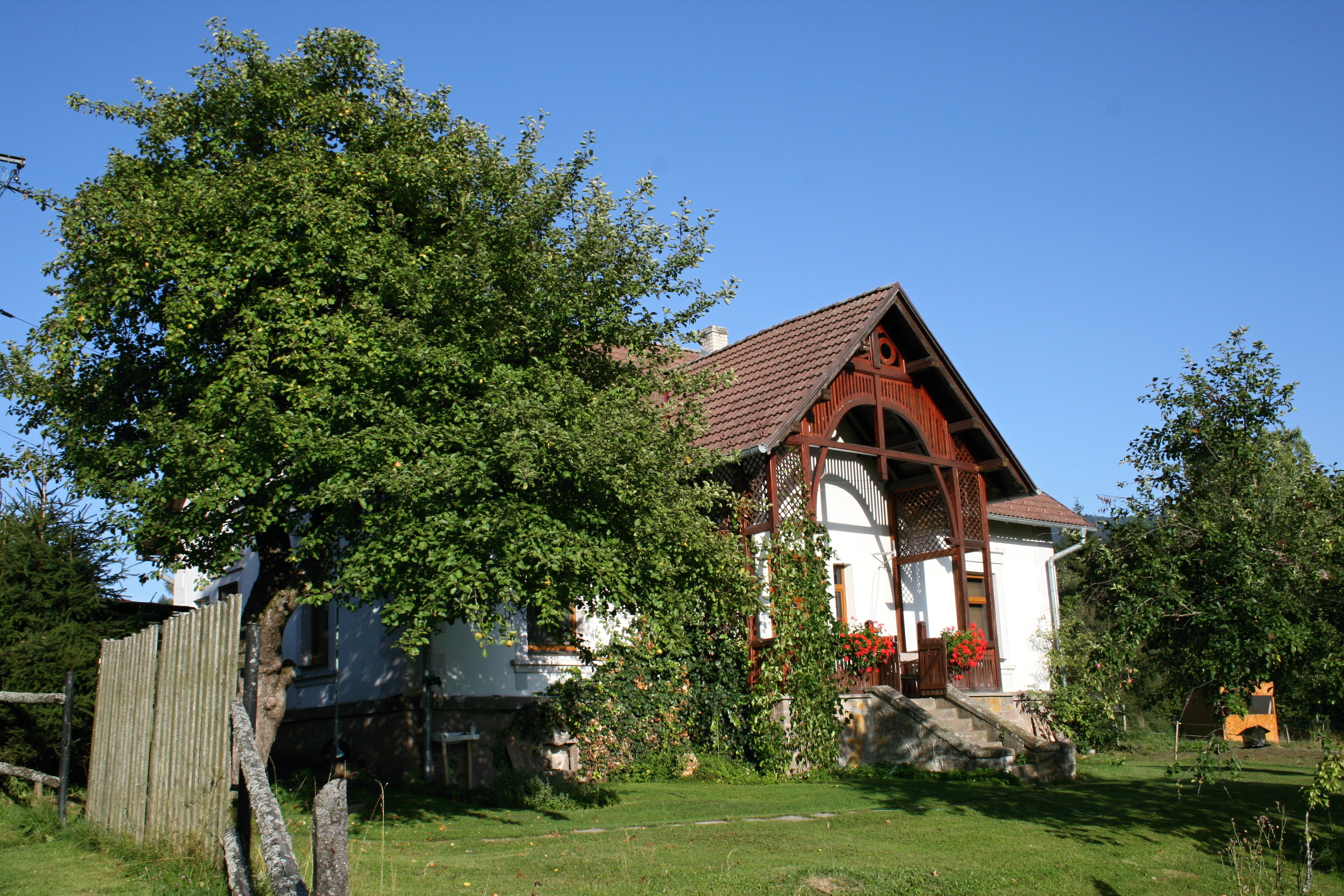
Osada Kyslinky, horáreň